# Рокитнянська вулиця (Київ)
Рокитня́нська ву́лиця — вулиця у Святошинському районі м. Києва, місцевість Новобіличі. Пролягає від Корсунської вулиці. Розгалужена на два «рукави», один з яких пролягає до Бахмацької, другий — до Рубежівської вулиці.

## Історія
Вулиця виникла у середині XX століття під назвою 401-а Нова. Сучасна назва — з 1953 року, на честь с. Рокитне у Київській області.